# Alexandre François Bonnardel
Pour les articles homonymes, voir Bonnardel.
Alexandre François Bonnardel est un peintre français, né à Pajay (Isère) le 6 septembre 1867 et mort à Lyon (Rhône) le 21 décembre 1942.

## Biographie
Alexandre François Bonnardel entre à l'École nationale supérieure des beaux-arts de Lyon le 23 février 1891 dans l'atelier d'Antoine Christian Zacharie (1819-1899). Il devient l'élève de Jean-Baptiste Poncet et expose pour la première fois au Salon des beaux-arts de Lyon où il obtient une première médaille en 1899.
En 1900, il est nommé professeur de la classe du modèle vivant à l'École nationale supérieure des beaux-arts de Lyon. Il démission en 1918 en raison d'une liaison avec une de ses élèves.
Avec son épouse Jeanne Bonnardel, également artiste peintre, ils demeurent rue Pierre Dupont à Saint-Cyr-au-Mont-d'Or. Il peint des portraits et des scènes de genre, et produit des gravures sur le thème de Guignol, Gnafron et Madelon, ainsi que des décors pour le théâtre de Guignol, représentant des places de la ville de Lyon dont une des plus célèbres, la place de la Trinité.

## Œuvres dans les collections publiques
- Lyon :
  - musée des beaux-arts :

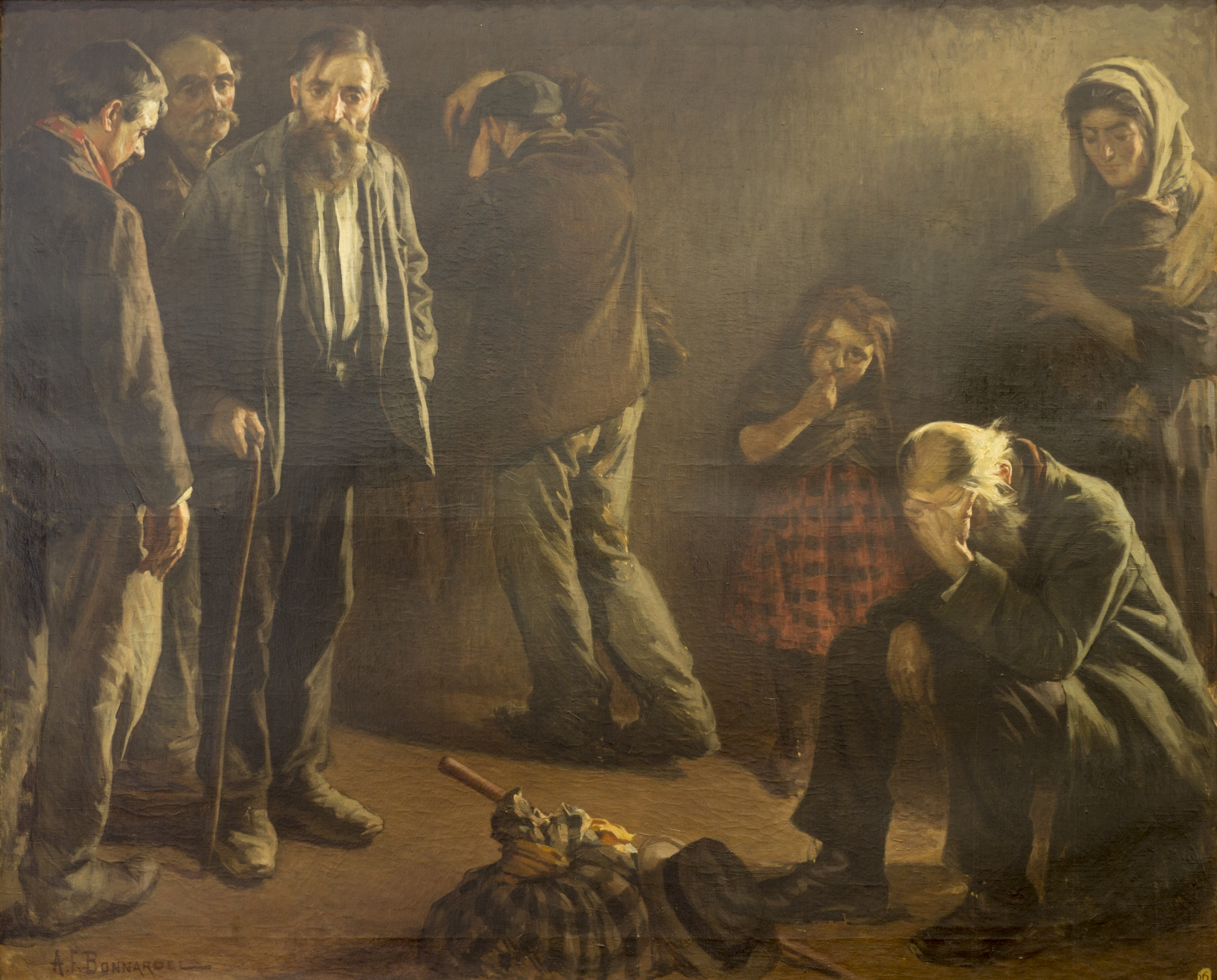
Les Exilés (1916), musée des beaux-arts de Lyon.

    - Intérieur, huile sur toile, 111 × 162 cm[2] ;
    - Les Exilés, 1916, huile sur toile.

  - théâtre du Guignol de Lyon : plusieurs toiles représentant des places de Lyon ayant autrefois servis de décors aux spectacles de marionnettes[réf. nécessaire].

## Ouvrages illustrés
- Les Parodies de Guignol, 1911.
- Xavier Privas, Chanson de Lyon, 1928.

## Salons
- Salon des beaux-arts de Lyon :
  - 1895 : Portrait du Dr Brizard, huile sur toile ;
  - 1898 ;
  - 1899 :  il obtient une 1re médaille ;
  - 1932 : Délassement, huile sur toile[3].
- Salon des artistes français :
  - 1904 ;
  - 1909 : mention honorable.
- Salon versaillais de 1930 : Le Vieux berger, huile sur panneau.

## Élèves
- Louis Ardisson
- Pierre Combet-Descombes
- Léonie Humbert-Vignot (1878-1960), vers 1896